# Sarandí de Navarro
Sarandí de Navarro es una localidad uruguaya del departamento de Río Negro.

## Geografía
La localidad se ubica al noreste del departamento de Río Negro a orillas del arroyo Sarandí (afluente del arroyo Averías Grande), próximo a la cuchilla de Navarro (ramal de la Cuchilla de Haedo) y a unos 3 km de la ruta Nº 20. Aproximadamente 175 km separan a la localidad de la capital departamental Fray Bentos, mientras que las ciudades más próximas son Guichón (55 km) y Paso de los Toros (65 km).

## Población
Según el censo del año 2011 la localidad contaba con una población de 239 habitantes.
| 359           | 276 | 221 | 231 | 269 | 239 |
| (Fuente: INE) |     |     |     |     |     |